# Laissac
Laissac ist eine frühere französische Gemeinde mit zuletzt 1733 Einwohnern (Stand 1. Januar 2020) im Département Aveyron in der Region Midi-Pyrénées. Als Gemeinde gehörte sie zum Arrondissement Rodez. Die Einwohner werden Laissaguais und Laissaguaises genannt.
Der Erlass des Präfekten vom 25. November 2015 legte mit Wirkung zum 1. Januar 2016 die Eingliederung von Laissac als Commune déléguée zusammen mit der früheren Gemeinde Sévérac-l’Église zur neuen Commune nouvelle Laissac-Sévérac l’Église fest.

## Geografie
Laissac liegt etwa 20 Kilometer ostnordöstlich von Rodez.
Umgeben wird Laissac von den Nachbargemeinden und der Commune déléguée von Laissac-Sévérac l’Église:
|            |                                             | Palmas d’Aveyron                    |
| Bertholène | Kompassrose, die auf Nachbargemeinden zeigt | Sévérac-l’Église (Commune déléguée) |
|            | Arques                                      | Ségur                               |

## Bevölkerungsentwicklung
| Laissac: Einwohnerzahlen von 1793 bis 2020                                                                                 | Laissac: Einwohnerzahlen von 1793 bis 2020 | Laissac: Einwohnerzahlen von 1793 bis 2020 | Laissac: Einwohnerzahlen von 1793 bis 2020 | Laissac: Einwohnerzahlen von 1793 bis 2020 |
| --- | ------------------------------------------ | ------------------------------------------ | ------------------------------------------ | ------------------------------------------ |
| Jahr |                                            |                                            |                                            | Einwohner                                  |
| 1793 | 1793                                       |                                            | 1.020                                      | 1.020                                      |
| 1800 | 1800                                       |                                            | 1.083                                      | 1.083                                      |
| 1806 | 1806                                       |                                            | 2.623                                      | 2.623                                      |
| 1821 | 1821                                       |                                            | 2.328                                      | 2.328                                      |
| 1831 | 1831                                       |                                            | 1.702                                      | 1.702                                      |
| 1836 | 1836                                       |                                            | 1.314                                      | 1.314                                      |
| 1841 | 1841                                       |                                            | 1.282                                      | 1.282                                      |
| 1846 | 1846                                       |                                            | 1.338                                      | 1.338                                      |
| 1851 | 1851                                       |                                            | 1.260                                      | 1.260                                      |
| 1856 | 1856                                       |                                            | 1.205                                      | 1.205                                      |
| 1861 | 1861                                       |                                            | 1.187                                      | 1.187                                      |
| 1866 | 1866                                       |                                            | 1.400                                      | 1.400                                      |
| 1872 | 1872                                       |                                            | 1.422                                      | 1.422                                      |
| 1876 | 1876                                       |                                            | 1.414                                      | 1.414                                      |
| 1881 | 1881                                       |                                            | 1.454                                      | 1.454                                      |
| 1886 | 1886                                       |                                            | 1.371                                      | 1.371                                      |
| 1891 | 1891                                       |                                            | 1.335                                      | 1.335                                      |
| 1896 | 1896                                       |                                            | 1.313                                      | 1.313                                      |
| 1901 | 1901                                       |                                            | 1.267                                      | 1.267                                      |
| 1906 | 1906                                       |                                            | 1.315                                      | 1.315                                      |
| 1911 | 1911                                       |                                            | 1.325                                      | 1.325                                      |
| 1921 | 1921                                       |                                            | 1.262                                      | 1.262                                      |
| 1926 | 1926                                       |                                            | 1.248                                      | 1.248                                      |
| 1931 | 1931                                       |                                            | 1.231                                      | 1.231                                      |
| 1936 | 1936                                       |                                            | 1.343                                      | 1.343                                      |
| 1946 | 1946                                       |                                            | 1.282                                      | 1.282                                      |
| 1954 | 1954                                       |                                            | 1.168                                      | 1.168                                      |
| 1962 | 1962                                       |                                            | 1.293                                      | 1.293                                      |
| 1968 | 1968                                       |                                            | 1.275                                      | 1.275                                      |
| 1975 | 1975                                       |                                            | 1.364                                      | 1.364                                      |
| 1982 | 1982                                       |                                            | 1.476                                      | 1.476                                      |
| 1990 | 1990                                       |                                            | 1.395                                      | 1.395                                      |
| 1999 | 1999                                       |                                            | 1.467                                      | 1.467                                      |
| 2006 | 2006                                       |                                            | 1.522                                      | 1.522                                      |
| 2013 | 2013                                       |                                            | 1.644                                      | 1.644                                      |
| 2020 | 2020                                       |                                            | 1.733                                      | 1.733                                      |
| Quelle(n): EHESS/Cassini bis 1999, INSEE ab 2006 Anmerkung(en): Ab 1962 offizielle Zahlen ohne Einwohner mit Zweitwohnsitz |                                            |                                            |                                            |                                            |

## Sehenswürdigkeiten
- Kirche Saint-Félix
- Kapelle Notre-Dame-de-Pitié
- Turm Rességuier aus dem 16. Jahrhundert
- Alte Mühle aus dem Jahre 1305, umgebaut um 1656 zum Schloss Maquefabes